# Tetelilla
Tetelilla är en ort i Mexiko.   Den ligger i kommunen Hueyapan och delstaten Puebla, i den sydöstra delen av landet, 190 km öster om huvudstaden Mexico City. Tetelilla ligger 976 meter över havet och antalet invånare är 250.
Terrängen runt Tetelilla är kuperad österut, men västerut är den bergig. Runt Tetelilla är det tätbefolkat, med 343 invånare per kvadratkilometer. Närmaste större samhälle är Teziutlan, 13,1 km söder om Tetelilla. Omgivningarna runt Tetelilla är en mosaik av jordbruksmark och naturlig växtlighet.